# Jacob Mulee
Jacob Mulee (Kenia, 1968), apodado Ghost, es un entrenador de fútbol de Kenia que se desempeña como entrenador de la selección nacional de Kenia. También trabaja como locutor de radio para Radio Jambo.

## Carrera profesional
Mulee entrenó al Tusker de Kenia entre 1999 y 2009, ganando el título de la Premier League de Kenia en tres ocasiones. Más tarde entrenó a APR de Ruanda y Jóvenes Africanos de Tanzania.
Mulee se hizo cargo de Kenia por primera vez entre 2003 y 2004, incluso en la Copa Africana de Naciones de 2004. Mulee regresó para un breve segundo período en 2005,  que duró solo un día del 16 al 17 de diciembre. Mulee regresó a Kenia por tercera vez en marzo de 2007 El cuarto período de Mulee a cargo de Kenia comenzó en septiembre de 2010. Mulee dejó el cargo en diciembre de 2010 luego de una racha de tres derrotas en la Copa CECAFA 2010. En octubre de 2020, volvió a entrenar a la selección de Kenia por quinta vez.